# Vilemetia
Vilemetia (lat. Willemetia),  maleni biljni rod iz porodfice glavočika smješten u podtribus Chondrillinae. Postoje dvije vrste od kojih jedna raste samo u Europi (W. stipitata) i druga na Kavkazu i Iranu (W. tuberosa).

## Vrste
1. Willemetia stipitata (Jacq.) Dalla Torre
2. Willemetia tuberosa Fisch. & C.A.Mey. ex DC.

## Sinonimi
- Calycocorsus F.W.Schmidt
- Peltidium Zollik.
- Zollikoferia Nees